# Incêndio florestal de Pedrógão Grande em 2017
O incêndio florestal de Pedrógão Grande deflagrou a 17 de junho de 2017 no concelho de Pedrógão Grande, no distrito de Leiria, em Portugal, tendo alastrado aos concelhos vizinhos de Castanheira de Pera, Figueiró dos Vinhos, Ansião (distrito de Leiria); ao concelho da Sertã (distrito de Castelo Branco); ao concelho de Pampilhosa da Serra e de Penela (distrito de Coimbra). No mesmo dia deflagrou outro incêndio de grandes proporções no concelho de Góis, distrito de Coimbra, que acabou posteriormente por alastrar aos concelhos de Pampilhosa da Serra e de Arganil. No dia 20 de Junho de 2017 uma das frentes de fogo do incêndio de Pedrógão Grande juntou-se ao incêndio de Góis, formando uma área ardida contígua. O desastre é o segundo maior incêndio florestal de sempre a nível de àrea ardida em Portugal, o mais mortífero da história do país e o 11.º mais mortífero a nível mundial desde 1900.
O balanço oficial contabilizou 66 mortos (65 civis e 1 bombeiro voluntário de Castanheira de Pera) e 254 feridos (241 civis, 12 bombeiros e 1 militar da Guarda Nacional Republicana), dos quais 7 em estado grave (4 bombeiros, 2 civis e 1 criança). Entre as vítimas mortais, 47 foram encontradas nas estradas do concelho de Pedrógão Grande, tendo 30 morrido nos automóveis e 17 nas suas imediações durante a fuga ao incêndio. Uma outra vítima, morreu na sequência de um atropelamento ao fugir do incêndio. O incêndio também arrasou dezenas de lugares. O nº oficial é de 64 mortos.
Em termos de prejuízos materiais, foram contabilizadas mais de 500 casas de habitação parcial ou totalmente destruídas pelo fogo. Foram também afectadas 48 empresas com 372 postos de trabalho. A estimativa provisória do montante total de prejuízos ascende a 500 milhões de euros.
No rescaldo do incêndio, a causa apontada pelas autoridades foi trovoada seca que, conjugada com temperaturas muito elevadas (superiores a 40 graus Celsius) e vento muito intenso e variável, fez deflagrar e propagar rapidamente o fogo. No entanto, o presidente da Liga dos Bombeiros, Jaime Marta Soares, acredita que este incêndio não teve origem em causas naturais já que, segundo a perceção de alguns habitantes de Pedrógão Grande, o fogo já estaria ativo duas horas antes da altura em que ocorreu a trovoada seca nesta zona. A Procuradoria-Geral da República confirmou que o Ministério Público estava a investigar as causas do incêndio. Um relatório técnico independente publicado em outubro aponta como causa da ignição o contacto entre a vegetação e uma linha elétrica de média tensão da empresa Energias de Portugal, resultado da falta de limpeza da zona de proteção.
Como resposta à catástrofe, o governo de Portugal decretou três dias de luto nacional, de 18 a 20 de junho de 2017, enquanto várias autoridades internacionais enviaram mensagens de solidariedade.

## Eventos
Em 2014 e 2015, Portugal registou relativamente poucos incêndios florestais. No ano de 2016, o país foi severamente atingido por eventos deste tipo, que consumiram mais de cem mil hectares apenas no seu território continental.
Uma intensa onda de calor precedeu os incêndios de 2017, em Pedrógão Grande, com muitas áreas de Portugal registando temperaturas acima de 40 °C (104 °F). Durante a noite de 17–18 de junho,  iniciaram-se um total de 156 incêndios em todo o país, particularmente nas áreas montanhosas a 200 km (124 mi) a norte-nordeste de Lisboa. Os iniciais começaram na vila de Pedrógão Grande e espalharam-se dramaticamente.
As trovoadas secas precederam o evento e inflamaram alguns incêndios. O diretor nacional da Polícia Judiciária, Almeida Rodrigues, afirmou que a Polícia, juntamente com a Guarda Nacional Republicana (GNR), descobriu a árvore que terá sido atingida por um raio, dando início ao fogo. Rodrigues também descartou que o incêndio tenha origem criminosa. No entanto, um relatório técnico independente encomendado pelo governo à Universidade de Coimbra, publicado em outubro, indicava como causa do incêndio o contacto entre a vegetação e linhas elétricas de média tensão. O relatório imputa responsabilidade à Energias de Portugal, proprietária da linha, pela falta de limpeza de mato na zona de proteção das linhas.
Mais de metade da região do Pinhal Interior Norte, que abrange Pedrógão Grande, estava ocupada por plantações de eucaliptos (Eucalyptus), cujo óleo é altamente inflamável, e de pinheiro-bravo (Pinus pinaster). O Jornal de Leiria escreveu: "a ajudar a violência do fogo pode ter estado a natureza do coberto vegetal da região, composto por mais de 90% de eucalipto, o baixo teor de humidade do dia de ontem e as altas temperaturas que, mesmo durante a noite, ainda se mantêm".
No dia 20 de junho, uma das frentes ativas do incêndio de Pedrógão Grande confluiu com a frente principal do incêndio de Góis (distrito de Coimbra) e formou uma frente de fogo única com 58 km de extensão, o que levou à evacuação de 27 aldeias. Vários meios foram concentrados em Góis, contando com cerca de 1 000 bombeiros e 7 meios aéreos no combate às chamas. Na noite de 20 de junho mantinham-se 7 frentes ativas no incêndio de Góis.
No dia 21 de Junho o incêndio de Pedrogão Grande foi dado como dominado, vindo a ser declarado extinto dia 24 de Junho. O incêndio de Góis foi dominado no dia  22 de Junho e declarado extinto igualmente no dia 24 de Junho. Ambos os incêndios, com múltiplas frentes que alastraram a diversos concelhos, lavraram durante uma semana, de 17 de Junho a 24 de Junho de 2017.

## Vítimas e danos

Automóveis destruídos pelo incêndio.

No total 66 pessoas morreram nas aldeias ou estradas do concelho de Pedrógão Grande. Outras 250 pessoas ficaram feridas, incluindo doze bombeiros; sete pessoas — cinco bombeiros e uma criança — ficaram em estado crítico.
A maior mortalidade ocorreu na estrada nacional 236-1, numa zona florestal entre Figueiró dos Vinhos e Castanheira de Pera, onde 47 pessoas morreram dentro dos seus carros ou perto deles, quando o incêndio atingiu a área. 30 delas morreram presas no interior dos seus veículos enquanto as outras 17 morreram nas proximidades, ao tentarem escapar a pé. Uma pessoa morreu atropelada. Apesar de a causa da morte de 30 pessoas ter sido atribuída a carbonização, especialistas dizem que a verdadeira causa da morte poderá ter sido a inalação de fumos e que essas mesmas pessoas só teriam sido carbonizadas muito tempo depois de terem falecido.
Esta é a catástrofe mais mortal, desde 1989, em Portugal, quando ocorreu o desastre aéreo de do voo Independent Air 1851, na Ilha de Santa Maria nos Açores, que vitimou 144 pessoas, e a mais mortal em Portugal Continental desde 1985, ano em que ocorreu o Desastre ferroviário de Moimenta-Alcafache, com cerca de 150 vítimas. Tratou-se, de uma das catástrofes naturais mais mortífera sucedida no território português, ultrapassando mesmo, em número de vítimas as cheias ocorridas na Madeira em 2010, a Tragédia de Entre-os-Rios ou os Incêndios florestais em Portugal de outubro de 2017, contudo não sendo maior que a do Terramoto de 1755 (mais de 10 mil mortos - há quem aponte muitos maisnota 2]) ou a das Cheias de 1967 (cerca de 700 mortes), ocorridas em Lisboa. Também foi o incêndio florestal mais mortal na história de Portugal e um dos três maiores da Europa, consumindo mais de trinta mil hectares de floresta.
Na tarde de 20 de junho, chegou a ser noticiado que um dos aviões Canadair que combatiam o incêndio ter-se-ia despenhado em Ouzenda, algo que, quando questionado, o secretário de Estado da Administração Interna, Jorge Gomes, não pôde confirmar. Mais tarde, a Autoridade Nacional de Proteção Civil desmentiu as notícias que davam conta da queda do avião, atribuindo os relatos de algumas testemunhas à explosão de uma bilha de gás numa rulote.
A área de floresta ardida em Pedrógão Grande na sequência do incêndio é de 81%. Estes fogos terão afetado aproximadamente 500 habitações, 169 de primeira habitação, 205 de segunda e 117 já devolutas. Quase 50 empresas foram também afetadas, assim como os empregos de 372 pessoas.

## Reações
O primeiro-ministro António Costa chamou o desastre de "a maior tragédia dos últimos anos em relação a incêndios florestais", enquanto o Conselho de Ministros decretou três dias de luto nacional, a contar a partir de 18 de junho. Visivelmente abalado, o presidente da República Portuguesa, Marcelo Rebelo de Sousa, chegou a Pedrógão Grande na noite 17 de junho e encontrou-se com sobreviventes evacuados para Leiria. Mais de 1 700 bombeiros foram mobilizados para combater os incêndios em todo o país, 800 deles apenas em Pedrógão Grande. Muitas pessoas foram evacuadas para a vizinha Ansião, onde os residentes lhes forneceram abrigo. O fumo de baixa suspensão impediu que os helicópteros pudessem oferecer apoio, prejudicando os esforços de combate ao incêndio. Alguns sobreviventes criticaram a resposta, que consideraram inadequada do Governo, alegando que, horas depois de o incêndio ter começado, ainda não teriam sido ajudados por nenhum bombeiro.
A Comissão Europeia acionou o Mecanismo de Proteção Civil para prestar auxílio a Portugal, enquanto França, Itália e Espanha enviaram meios aéreos de bombardeio de água ao país. O vice-presidente da Comissão Europeia, Jyrki Katainen, afirmou que a comissão poderia comparticipar até 95% das despesas de recobro e reconstrução necessárias, na sequência do acontecimento. O Reino de Marrocos também enviou um meio aéreo de combate a incêndios. Além de aviões de combate a incêndios, a Espanha enviou também meios terrestres e cerca de 200 bombeiros.
Em Roma, o Papa Francisco orou e pediu que se rezasse pelas vítimas e pelo povo português durante a oração do Angelus. Diversos outros líderes internacionais enviaram as suas condolências a Portugal, incluindo: Emmanuel Macron, presidente da França; Mariano Rajoy, primeiro-ministro de Espanha e os reis de Espanha, Filipe VI e Letícia; a primeira-ministra da Alemanha, Angela Merkel e o presidente da Alemanha, Frank-Walter Steinmeier; Xi Jinping, presidente da China; Justin Trudeau, primeiro-ministro do Canadá; Narendra Modi, primeiro-ministro da Índia; Prokópis Pavlopoulos, presidente da Grécia e Aléxis Tsípras, primeiro-ministro da Grécia; Paolo Gentiloni, primeiro-ministro de Itália; Stefan Lofven, primeiro-ministro da Suécia; Michel Temer, presidente do Brasil; Francisco Guterres, presidente de Timor-Leste; Evaristo Carvalho, presidente de São Tomé e Príncipe; Jorge Carlos Fonseca, presidente de Cabo Verde; José Mário Vaz, presidente da Guiné-Bissau; José Eduardo dos Santos, presidente de Angola; Fernando Chui Sai-on, Chefe do Executivo de Macau; entre outros.
Também diversos líderes de instituições europeias e mundiais enviaram os seus pesares e palavras de coragem a Portugal e ofereceram ajuda no que lhes fosse possível, incluindo: António Guterres, secretário-geral das Nações Unidas; Jean-Claude Juncker, presidente da Comissão Europeia; Gianni Infantino, presidente da Federação Internacional de Futebol (FIFA).

## "From Devil's Breath"
Orlando Von Einsiedel realizou o documentário "From Devil's Breath", produzido por Leonardo DiCaprio, e que aborda o grande incêndio de Pedrógão Grande de 2017. As gravações para o documentário decorreram no início de 2020 e retratam a história de Nádia Piazza, que perdeu o filho e que foi presidente da Associação das Vítimas do Incêndio de Pedrógão Grande, de um dos feridos graves, Vítor Neves, do bombeiro Sérgio Lourenço e de Sofia Carmo, dinamizadora de projetos de reflorestação na área afetada. A história dos sobreviventes e daquilo que aconteceu em Pedrógão Grande é cruzada com o trabalho e perspetiva do ecologista inglês Thomas Crowther, com trabalho na restauração de ecossistemas, que também esteve em Pedrógão Grande e que propõe soluções para a problemática.

## Relatórios
Foram feitos 3 relatórios sobre o incêndio, sendo:
1. o da Comissão Técnica Independente: «Análise e apuramento dos factos relativos aos incêndios que ocorreram em Pedrogão Grande, Castanheira de Pera, Ansião, Alvaiázere, Figueiró dos Vinhos, Arganil, Góis, Penela, Pampilhosa da Serra, Oleiros e Sertã, entre 17 e 24 de junho de 2017» (PDF), entregue ao Parlamento;
2. o coordenado por Domingos Xavier Viegas (Universidade de Coimbra): «O complexo de incêndios de Pedrógão Grande e concelhos limítrofes, iniciado a 17 de junho de 2017», entregue ao Ministério da Administração Interna; o capítulo 6 deste relatório foi publicado a posteriori na íntegra, com os dados pessoais ocultados, contrariando a deliberação da Comissão Nacional de Proteção de Dados, que impunha uma versão largamente truncada;
3. o do CEIPC-Centro de Estudos e Intervenção em Proteção Civil, coordenado por Duarte Caldeira.

## Controvérsias posteriores
Em Agosto de 2018, uma reportagem da cadeia de televisão TVI alegou favorecimento a familiares e amigos de autarcas locais O presidente da Câmara de Pedrógão, Valdemar Alves, e o vereador Bruno Gomes foram acusados pela reportagem de conivência com uso fraudulento dos fundos,  concedidos pelo Estado e dos donativos solidários da população portuguesa, para a recuperação de casas de primeira habitação.
Na reportagem da jornalista Ana Leal, são revelados vários casos em que os serviços municipais responsáveis pela recolha e elaboração dos processos candidatos aos fundos favorecem claramente casas de segunda ou terceira habitação em detrimento de casas de primeira habitação.
A reportagem dá  exemplos de casas que assumidamente estavam desabitadas ou que já estavam destruídas antes do fogo e que, contudo,  tiveram direito a subsídios, enquanto proprietários de primeiras habitações consumidas pelos fogos continuavam à espera de apoio.
Em 2019, novas reportagens da TVI  sustentam que donativos para vítimas de Pedrógão estão por distribuir, empilhados e escondidos em armazéns da Câmara. A TVI diz saber que muitos desses donativos estão a ser desviados para amigos e familiares dos autarcas. Os jornalistas da TVI foram fisicamente ameaçados por funcionários da Câmara, como foi mostrado nas filmagens. O caso estava a ser investigado pelo Ministério Público.
Em Março de 2019, o Ministério Público arquivou um processo (este aberto na sequência de notícia publicada, em 28/07/2018, no semanário Expresso), relativo aos donativos para Pedrogão Grande. De acordo com o despacho de arquivamento, o MP concluiu “que não resultou demonstrado o desvio de qualquer verba doada, fosse por parte da autarquia ou por outrem” assim como “não se confirmaram as suspeitas de desvios de bens materiais”.

### Responsabilidades criminais
Foi instaurado um processo criminal para determinar eventuais responsabilidades criminais nos incêndios. Este processo resultou em 11 arguidos, o comandante dos Bombeiros Voluntários de Pedrógão Grande, Augusto Arnaut, então responsável pelas operações de socorro, dois funcionários da antiga EDP Distribuição (atual E-REDES), José Geria e Casimiro Pedro, três trabalhadores da Ascendi (Rogério Mota, José Revés e Ugo Berardinelli), o ex-presidente da Câmara de Castanheira de Pera Fernando Lopes, o ex-presidente da Câmara de Pedrógão Grande, Valdemar Alves, o presidente da Câmara de Figueiró dos Vinhos, Jorge Abreu, o antigo vice-presidente da Câmara de Pedrógão Grande José Graça e a então responsável pelo Gabinete Florestal deste município, Margarida Gonçalves.
Em causa estavam crimes de homicídio por negligência e ofensa à integridade física por negligência, alguns dos quais graves.
Os arguidos foram todos em 13 de Setembro de 2022 absolvidos pelo Tribunal Judicial de Leiria.

## Memorial de homenagem às vítimas do incêndio
À beira estrada 236-1 ao quilómetro 7,5, que liga o IC8 a Castanheira de Pêra, no cruzamento de Pobrais, ergue-se o memorial, da autoria do arquiteto Eduardo Souto Moura, que viveu de perto a tragédia: uma das funcionárias do gabinete morreu naquela estrada, quando regressava da Praia das Rocas, com a família.
O Memorial começou a ser construído em 2021 pela IP, adjudicado por cerca de 1,8 milhões de euros, e inclui "um lago de enquadramento, com cerca de 2500m2 de área, alimentado por uma gárgula com 60 metros de extensão, sendo bordejado por uma faixa de plantas constituída por nenúfares brancos, lírios e ranúnculos". Do conjunto faz parte também, como peça fundamental, um muro com a inscrição do nome de cada uma das 115 pessoas vitimadas nos incêndios florestais de junho e outubro de 2017.
O memorial foi inaugurado em 27 de junho de 2023.